# Тальвіль
Тальвіль (нім. Thalwil) — місто  в Швейцарії в кантоні Цюрих, округ Горген.

## Географія
Місто розташоване на відстані близько 95 км на північний схід від Берна, 10 км на південь від Цюриха.
Тальвіль має площу 5,5 км², з яких на 60,1% дозволяється будівництво (житлове та будівництво доріг), 15,1% використовуються в сільськогосподарських цілях, 22,7% зайнято лісами, 2,2% не є продуктивними (річки, льодовики або гори).

## Демографія
2019 року в місті мешкало 18 139 осіб (+5,4% порівняно з 2010 роком), іноземців було 29%. Густота населення становила 3298 осіб/км².
За віковим діапазоном населення розподілялося таким чином: 20% — особи молодші 20 років, 61% — особи у віці 20—64 років, 19% — особи у віці 65 років та старші. Було 8301 помешкань (у середньому 2,2 особи в помешканні).
Із загальної кількості 6582 працюючих 5 було зайнятих в первинному секторі, 1001 — в обробній промисловості, 5576 — в галузі послуг.

## Галерея

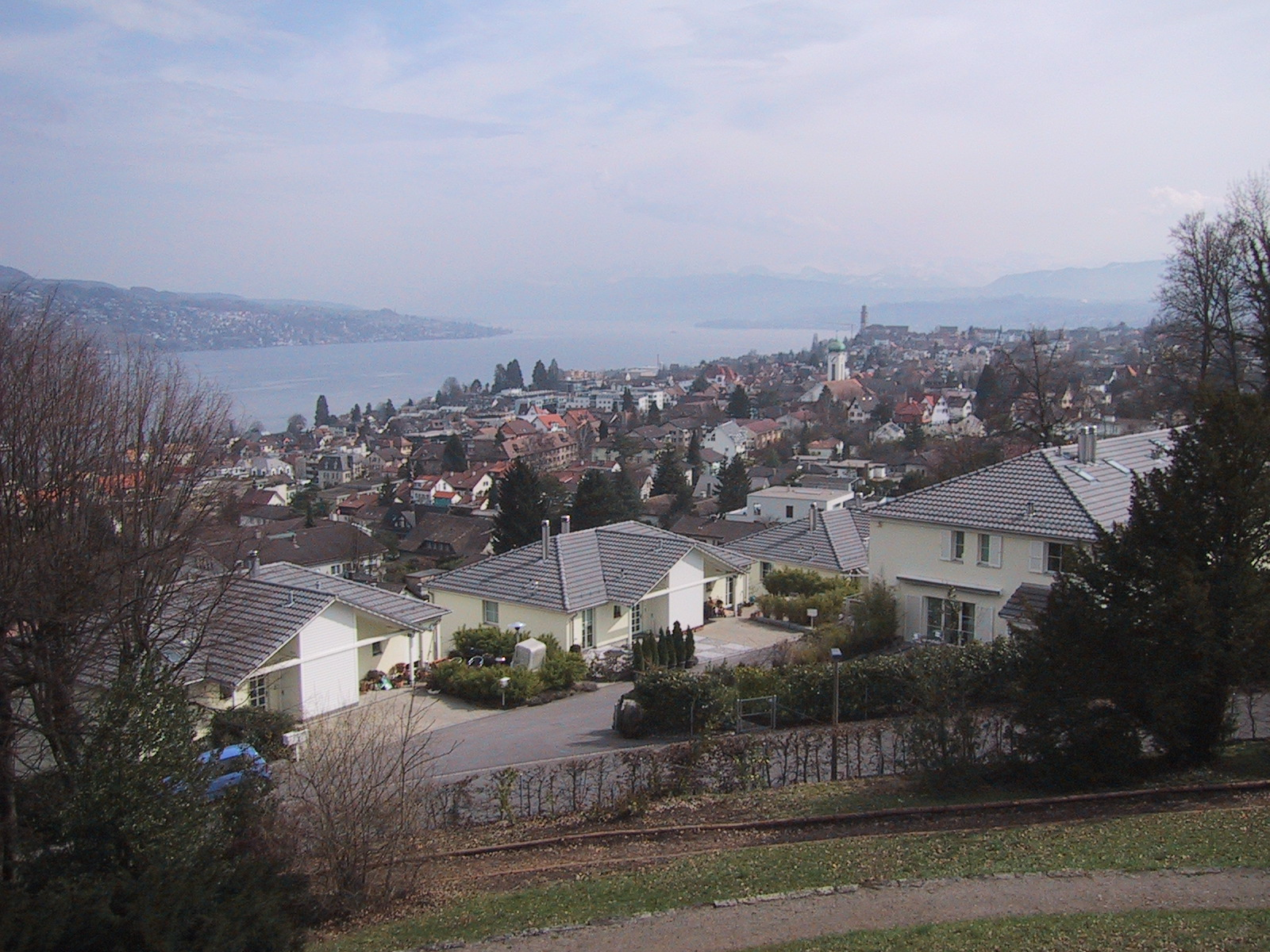
Вид на Тальвіль з півночі
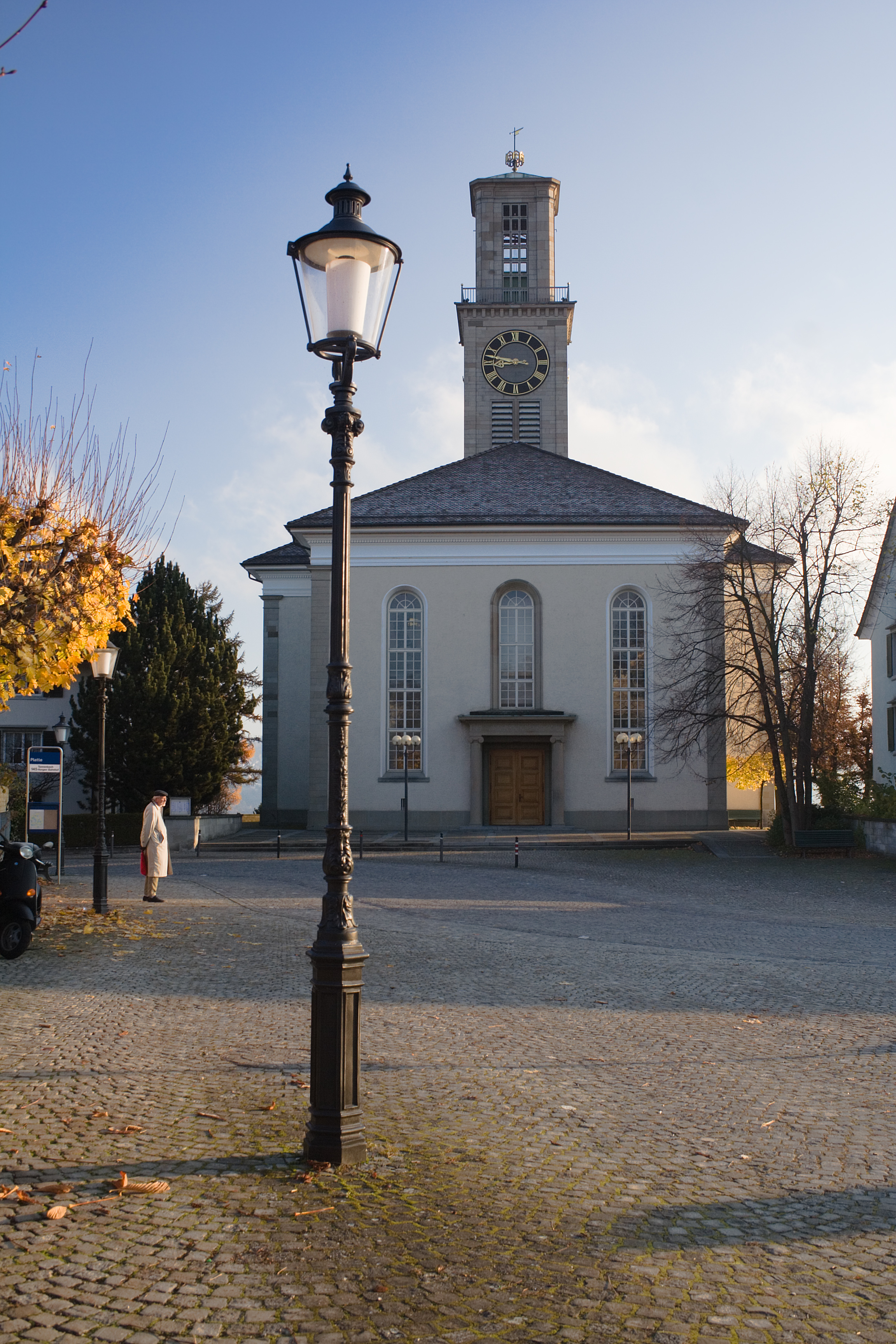
Реформаторська кірха
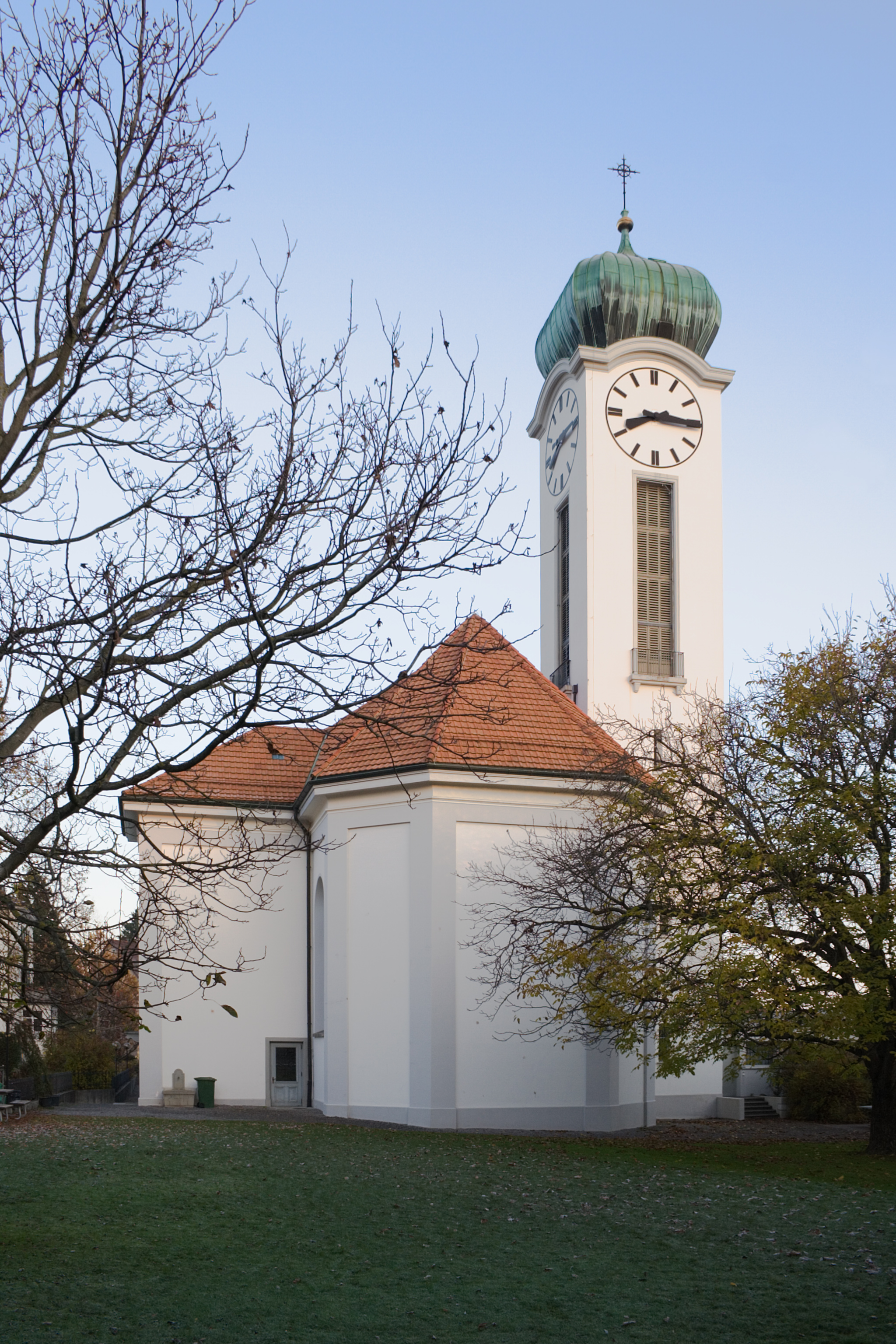
Католицька кірха
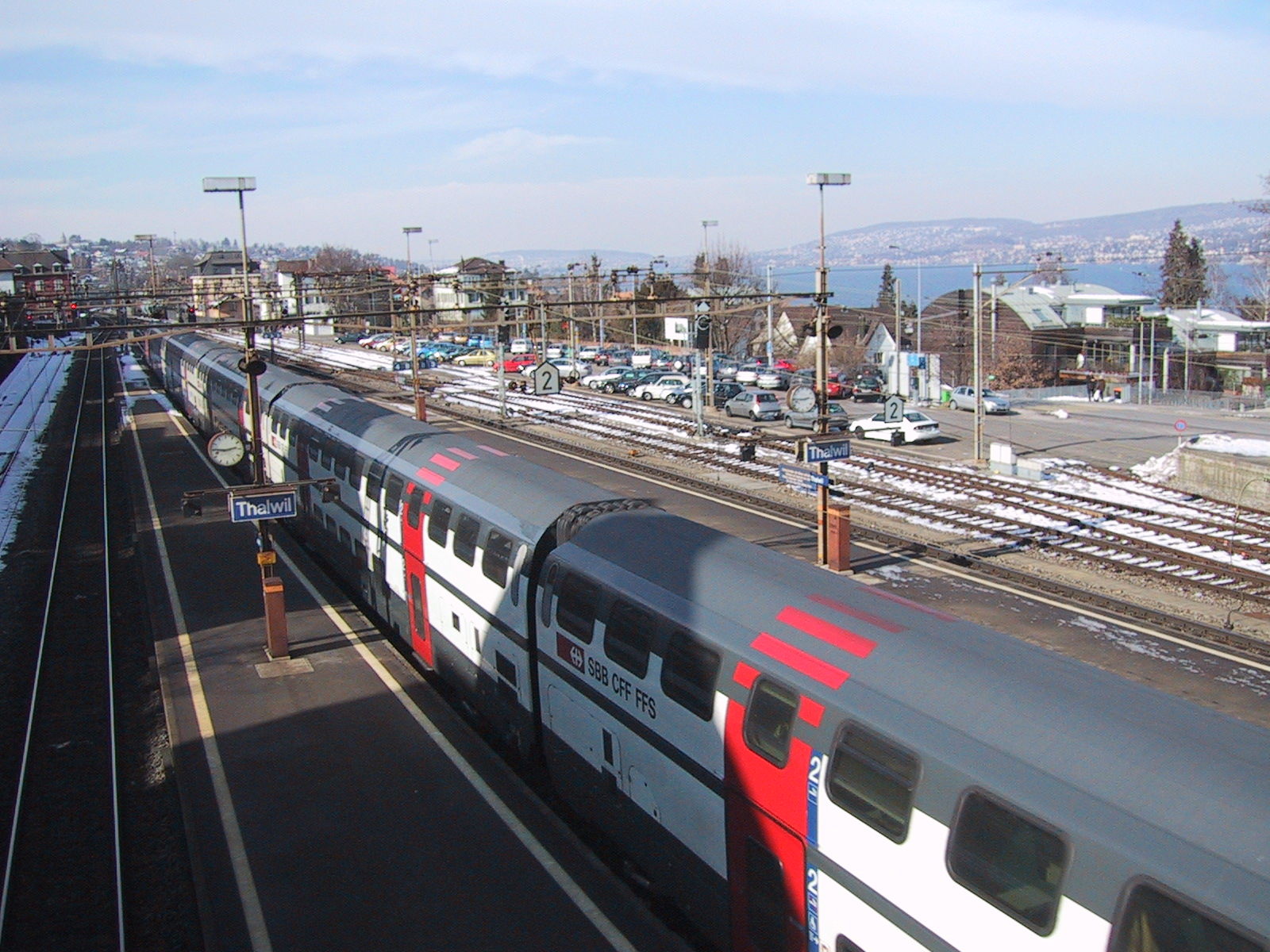
Вокзал
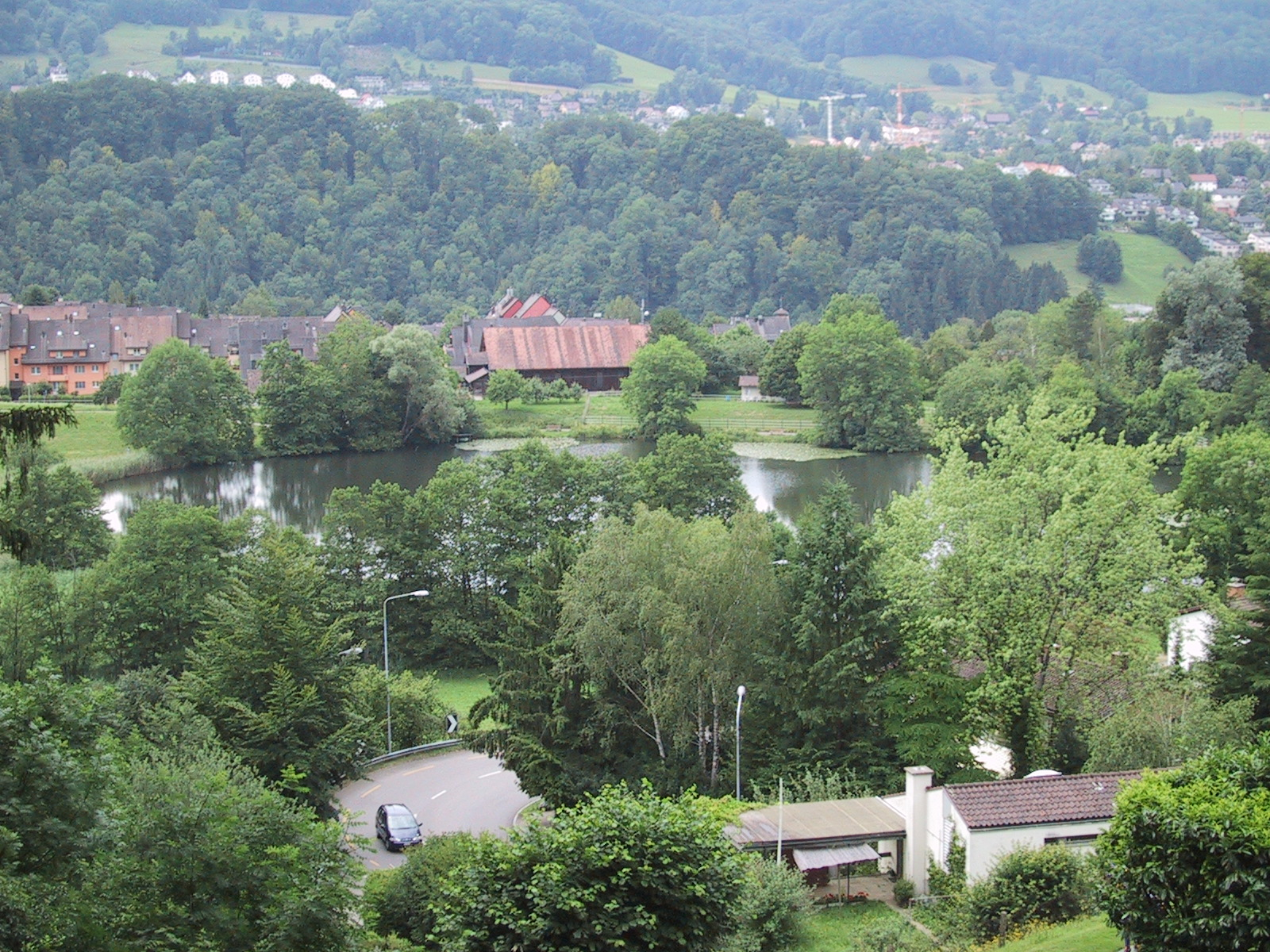
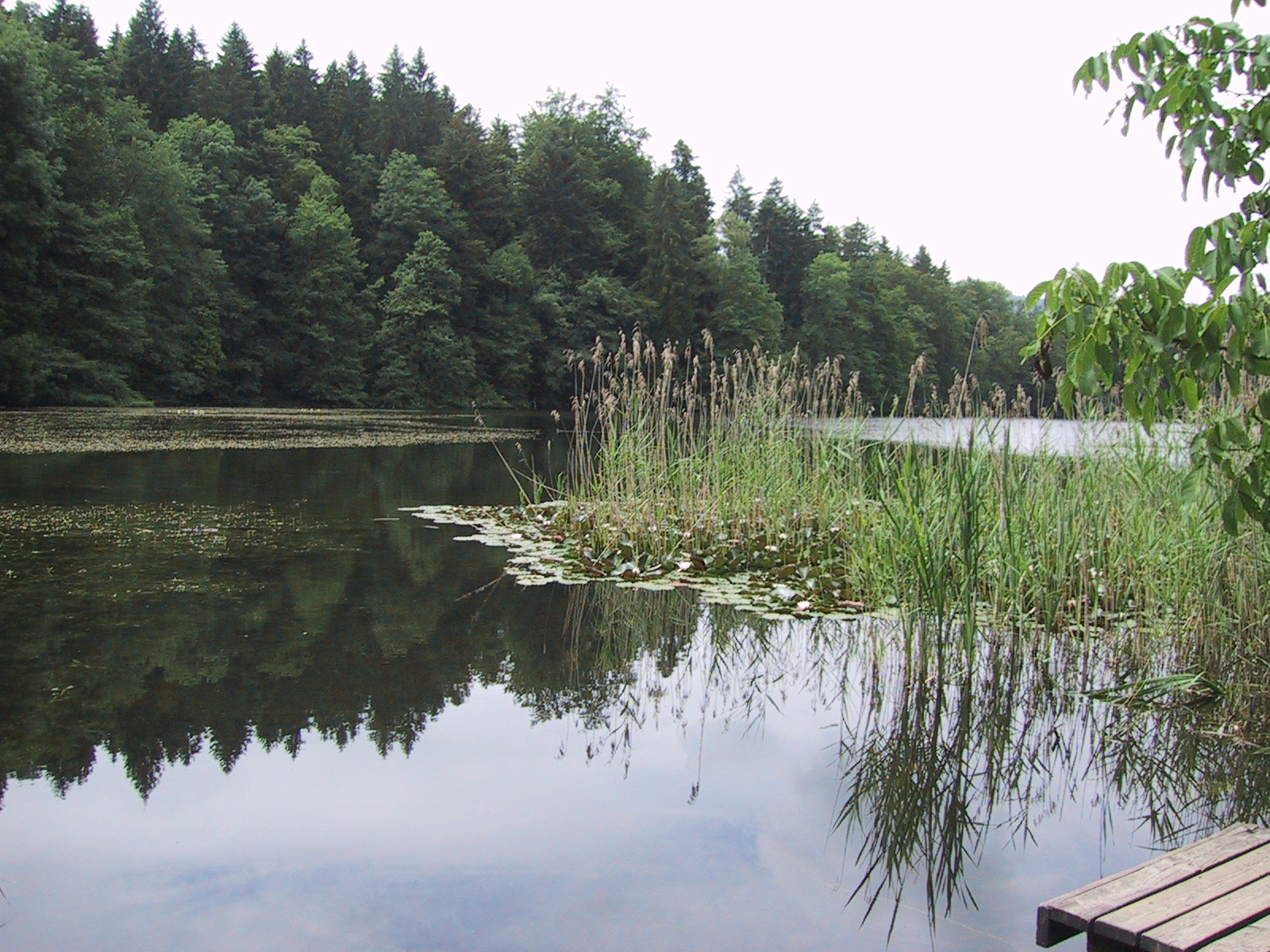